# Дагінські термальні джерела
Дагінські термальні джерела (рос. Дагинские термальные источники) — пам'ятка природи регіонального значення Сахалінської області, утворена рішенням Сахалінського облвиконкому, розташована на північно-східному узбережжі о. Сахалін, на західному узбережжі затоки Дагі (Нийська затока). Площа — 9 га.
Основні риси природи: заболочена низовина. Охоронювані об'єкти: мінеральні лікувальні води та грязі.